# ネムロコウホネ
ネムロコウホネ（根室河骨、学名: Nuphar pumila）はスイレン科コウホネ属に属する水草の1種である。エゾコウホネともよばれる。ふつう水中にある沈水葉と水面に浮かぶ浮水葉をつけ、浮水葉は長さ6-17センチメートル (cm)、葉柄が細い（図1）。花は黄色、直径 1-4.5 cm、柱頭盤は深く切れ込み、ふつう黄色だがときに赤色（図1）。ユーラシア北部に広く分布しており、日本では北海道から本州北部で見られる。観賞用に栽培されることがあり、また薬用植物としても用いられる。
日本では、柱頭盤が赤いものを変種オゼコウホネ（Nuphar pumila var. ozeensis）として扱うことが多い。

## 特徴
多年生の水生植物であり、基本的に沈水葉と浮水葉をもつが、まれに抽水葉をつける (下図2)。根茎は直径 1-3 cm。沈水葉は膜質で広卵形から円心形、8–15 × 8-13 cm。浮水葉は卵形から広卵形、11-22 × 8-15 cm、基部は深く切れ込み (3-6.3 cm)、側脈は10-21対、裏面にはときに細かい毛が密が生える (下図2b, c)。葉柄は直径1–5ミリメートル (mm)。
花期は夏 (日本では7–8月)、花は直径 1-4.5 cm。花柄は長さ 40-50 cm、直径 2.5-5.5 mm。萼片は5枚、1-2.5 cm、黄色 (下図3a, b)。花弁は多数、5-7 mm、黄橙色 (下図3b)。雄しべの葯は黄色、長さ 1.5-4 mm、花糸は葯の2-3倍長 (下図3a, b)。柱頭は8-14個 (15-20個との記述あり)、柱頭盤の色はふつう黄色だがときに赤色、直径 4–7.5 mm、深く切れ込んで星形、中央の窪みの中にしばしば突起がある (下図3a, b)。果実はふつう緑色、卵形〜つぼ形、長さ 2-4 cm、表面は平滑、17-90個の種子を含む (下図3c)。種子は長さ 3-5 mm、褐色〜緑褐色。染色体数は 2n = 34。

## 分布・生態
ヨーロッパからシベリア、極東ロシア、中国、朝鮮半島、台湾、日本 (北海道と本州北部) にかけて、ユーラシア北部に広く分布している。湖沼や湿原の池塘に生育する (下図4)。

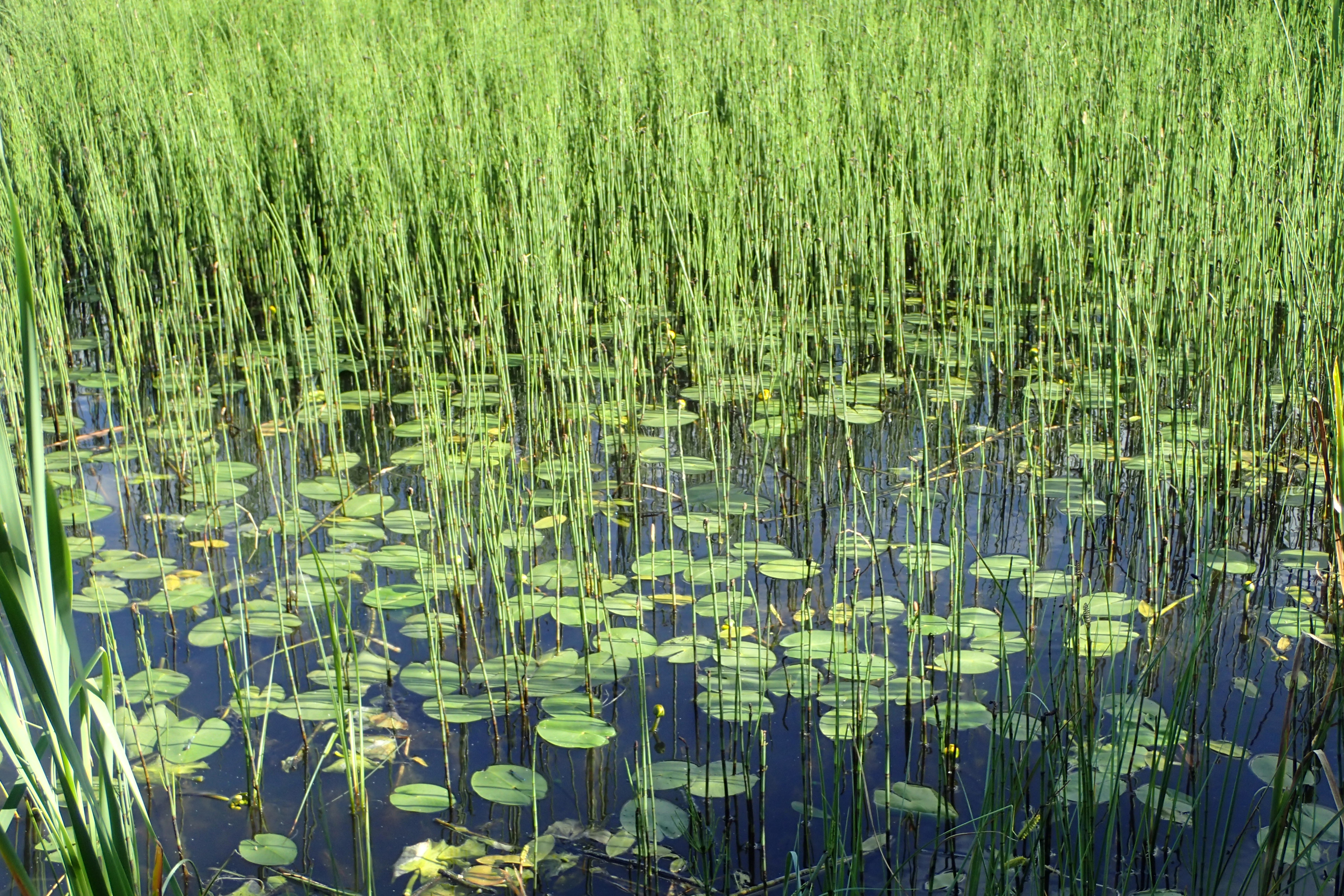
4. ネムロコウホネとミズドクサ (ポーランド)

## 保全状況評価
絶滅危惧II類 (VU)（環境省レッドリスト）
日本では生育環境の減少などによって少なくなり、基変種である狭義のネムロコウホネ (Nuphar pumila var. pumila) および変種のオゼコウホネ (Nuphar pumila var. ozeense) はいずれも絶滅危惧II類に指定されている (2022年現在)。また下記のように、個々の都道府県でも絶滅危惧種に指定されている。以下は2022年現在の各都道府県におけるレッドデータブックの統一カテゴリ名での危急度を示している。
ネムロコウホネ
- 絶滅危惧I類: 青森県、秋田県
- 絶滅危惧II類: 北海道、福島県
- 情報不足: 宮城県

オゼコウホネ
- 絶滅危惧I類: 秋田県、山形県
- 絶滅危惧II類: 福島県、群馬県
- 準絶滅危惧種: 北海道

## 分類

### 亜種
Padgett (2007) は、本種の中に以下の3亜種を認めている（下表1）。ただしこれらは独立種として扱われることもある。
| 表1. ネムロコウホネの種内分類 - ネムロコウホネ Nuphar pumila (Timm) DC. (1821) - ネムロコウホネ (狭義) Nuphar pumila subsp. pumila 葉柄の直径は 1-5 mm、横断面では小さな間隙が網状に分布している。浮水葉の葉身は緑色から紫色、6.8–15.4(–17) × 5.5–10.8(–12.5) cm (縦横比は1-1.7)、側脈は10–17対、裏面は無毛または短毛が密にある。花は直径 1.3–2.3(–3) cm。葯の長さは 1–2.5 mm。柱頭盤は直径 4-7.5 mm。果実は 1.5–3(–4.5) × 0.9–1.9 cm。種子は緑褐色から褐色、長さ 3–4 mm。ユーラシア北部に広く分布。 - オグラコウホネ Nuphar pumila subsp. oguraensis (Miki) Padgett (1999) 葉柄の直径は 1–3(–5) mm、横断面は三角形で中央に大きな間隙がある。浮水葉の葉身は緑色、(5–)8–11.5(–18) × (4–)6–9(–15) cm (縦横比は1.1-1.45)、基部は深く切れ込み、側脈は10–12対、裏面はふつう短毛が密にある。花は直径 1.7–2.5(–3.5) cm。葯の長さは 1-2.5 mm。柱頭盤は直径 5–6(–9.5) mm、柱頭はお互いに離れて規則正しく配列している。果実は 2.5–3 × 1.5–2 cm。種子は褐色、長さ 3.5–4 mm。沈水葉を多くつけ、水位が低下しても抽水葉をつけない。日本 (本州西部、四国、九州) および朝鮮半島に分布。日本では独立種 (Nuphar oguraensis Miki, 1934) として扱われることが多い。柱頭盤が赤いものはベニオグラコウホネ (Nuphar oguraensis var. akiensis Shimoda) とされる。タイワンコウホネ (Nuphar shimadae Hayata, 1916) に近縁であり、これと同種とする見解もある。 - Nuphar pumila subsp. sinensis (Hand.-Mazz.) Padgett (1999) 葉柄の直径は 3–5 mm、横断面では小さな間隙が網状に分布している。浮水葉の葉身は緑色、9.3–15.5(–17) × 6.9-12.3 cm (縦横比は1.0-1.3)、側脈は13-21対、裏面は無毛または短毛が密にある。花は直径 2-4.5(–6) cm。葯の長さは 3.5-6 mm。柱頭盤は直径 5-6 mm。果実は 2–2.7 × 1.5–2 cm。種子は褐色、長さ約 3 mm。中国南東部 (安徽省、浙江省、福建省、湖南省、江西省、広西省、広東省) に分布。独立種 (Nuphar sinensis Hand.-Mazz., 1926) とされることもある。 |

### オゼコウホネ
ネムロコウホネの種内分類群として、変種オゼコウホネが認められることがある。ただし、これは分類学的に分けられないこともある。

| - オゼコウホネ Nuphar pumila var. ozeensis (Miki) H.Hara (1951) = Nuphar ozeensis Miki (1937) 柱頭盤が赤い (下図5)。ネムロコウホネの基変種にくらべて、沈水葉が細長く、柱頭数が少ない (10-12個) との記述もある。北海道 (雨竜沼など)、本州 (月山、尾瀬) から報告されている。 - ウリュウコウホネ Nuphar pumila var. ozeensis f. rubro-ovaria Koji Ito ex Hideki Takah., M.Miyazaki & J.Sasaki (2005) オゼコウホネの中で、果実が濃紅色のもの。北海道の雨竜沼から報告されている。 5a. オゼコウホネ5b. オゼコウホネの花5b. オゼコウホネの花 |

### 雑種
セイヨウコウホネの分布と重なる地域では雑種が形成され、Nuphar × spenneriana Gaudin (1828) とよばれる。一方、日本ではコウホネとの雑種が形成され、ホッカイコウホネ (Nuphar x hokkaiensis Shiga & Kadono (2007)) とよばれる。